# Sheppard-Nunatak
Der Sheppard-Nunatak ist ein etwa 60 m (nach Angaben des UK Antarctic Place-Names Committee 200 m) hoher Nunatak am nordöstlichen Ende der Antarktischen Halbinsel. Er ragt nördlich des Sheppard Point an der Nordseite der Einfahrt zur Hope Bay auf.
Teilnehmer der Schwedischen Antarktisexpedition (1901–1903) unter der Leitung Otto Nordenskjölds erkundeten dieses Gebiet als Erste. Wissenschaftler des Falkland Islands Dependencies Survey kartierten ihn 1945 und benannten ihn in Anlehnung an die Benennung des Sheppard Point. Dessen Namensgeber ist Robert Carl Sheppard (1897–1954), Leiter der wissenschaftlichen Station des Survey in der Hope Bay.